# Phoradendron carnosum
Phoradendron carnosum är en sandelträdsväxtart som beskrevs av Kuijt. Phoradendron carnosum ingår i släktet Phoradendron och familjen sandelträdsväxter. Inga underarter finns listade i Catalogue of Life.